# John Bloomfield
Pour les articles homonymes, voir Bloomfield.
John Bloomfield, né en 1942 à Blaengwrach (pays de Galles), est un costumier britannique. Il a été nommé au British Academy Film Award des meilleurs costumes pour Robin des Bois, prince des voleurs.

## Filmographie (chef costumier)
- 1977 : Doctor Who (saison 14, 10 épisodes)
- 1980 : Le Complot diabolique du docteur Fu Manchu, de Piers Haggard
- 1982 : Conan le Barbare, de John Milius
- 1983 : La Dépravée, de Michael Winner
- 1984 : Le Bounty, de Roger Donaldson
- 1984 : Conan le Destructeur, de Richard Fleischer
- 1987 : Superman 4, de Sidney J. Furie
- 1988 : Rendez-vous avec la mort, de Michael Winner
- 1989 : Le Fantôme de l'Opéra, de Dwight H. Little
- 1990 : Mack the Knife, de Menahem Golan
- 1990 : Double Arnaque, de Michael Winner
- 1991 : Robin des Bois, prince des voleurs, de Kevin Reynolds
- 1992 : Christophe Colomb : La découverte, de John Glen
- 1994 : Rapa Nui, de Kevin Reynolds
- 1995 : Waterworld, de Kevin Reynolds
- 1996 : Space Truckers, de Stuart Gordon
- 1997 : Quasimodo Notre-Dame de Paris (téléfilm), de Peter Medak
- 1997 : Postman, de Kevin Costner
- 1999 : La Momie, de Stephen Sommers
- 2001 : Le Retour de la momie, de Stephen Sommers
- 2002 : Le Roi scorpion, de Chuck Russell
- 2003 : La Mort d'un roi, de Mike Barker
- 2003 : Open Range, de Kevin Costner
- 2004 : Adorable Julia, de István Szabó
- 2004 : La Séductrice (A Good Woman) de Mike Barker
- 2006 : Stormbreaker, d'Anthony Horowitz
- 2007 : Le Chantage, de Mike Barker
- 2007 : Le Dragon des mers : La Dernière Légende, de Jay Russell
- 2009 : Solomon Kane, de Michael J. Bassett

## Filmographie (acteur)
- 1962 - 1964 : Le Saint :
  - 1962 :  L'Élément du doute (saison 1 épisode 8) : Court Clerk
  - 1963 : Une épouse modèle (saison 2 épisode 26) : Stout Man
  - 1964 : Philanthropie (saison 3 épisode 12) : Twinewright